# لايتون كولمان
لايتون كولمان (بالإنجليزية: Leighton Coleman)‏ هو قسيس ومؤرخ أمريكي، ولد في 1837 في فيلادلفيا في الولايات المتحدة، وتوفي في 1907.